# Dumitru Brezulescu
Dumitru Brezulescu (n. 1880, Hirișești – d. 12 iulie 1916, București) (după alte surse, s-a născut la 20 septembrie 1879 a fost un avocat român, Doctor în Drept la Paris (1907), creator al băncii populare "Gilortul", una dintre băncile populare importante ale României interbelice. La inițiativa sa, prin intermediul băncii populare "Gilortul", a fost înființată stațiunea turistică montană Rânca, Gorj.

## Studiile
A absolvit Facultatea de Drept a Universității din București, unde în trei ani și jumătate a dat cele cinci examene de licență absolvind ,,magna cum laude”. Teza sa de licență ,,Contribuțiuni la studiul proprietății în devălmășie a munților noștri – o pagină din chestiunea țărănească” a fost comentată și elogiată de personalități ca Spiru Haret (,,Dacă ar face așa toți care cunosc din chestia țărănească câte o parte mare sau mică, s-ar aduna în curând materialul pentru cunoașterea ei deplină, a cărui lipsă împiedecă azi atât de mult pe cei care ar vrea să facă ceva pentru rezolvarea ei. Să nădăjduim că lucrarea lui Brezulescu, sinceră și serioasă, va avea imitatori”) și Nicolae Iorga (,,Broșura dl. D. Brezulescu, avocat … are mai întâi o semnătate științifică prin datele și numele ce cuprinde în legătură cu stăpânirea în comun a multora din munții noștri de către urmașii moșului – întâi proprietar, moșnenii. E apoi strigătul de alarmă al unui tânăr iubitor de țară și țărani împotriva anarhiei sălbatice în care se învârte viața acestei proprietăți în devălmășie”).

## Activități caritabile
Prin intermediul băncii, în anul 1908 a cumpărat Moșia Novaci, pe care a împărțit-o novăcenilor, cu precădere oierilor veniți din Mărginimea Sibiului, realizând astfel o formă atipică de împroprietărire a țăranilor.

## Proiecte
Alături de inginerul Aurel Diaconovici este autorul primului proiect de traversare a munților Carpați la înălțime, realizat mai târziu în munții Parâng.

## Distincții
În anul 1909 Dumitru Brezulescu a fost decorat cu Ordinul Coroana României în grad de cavaler, iar in 1911 cu Ordinul Steaua României.

## In memoriam
A murit la 12 iulie 1916 în urma unei septicemii, fiind înmormantat la Novaci.
Între anii 1936 -1948, în localitatea Novaci a existat o statuie a lui Dumitru Brezulescu, realizată de Ion Jalea. În prezent există un bust în aceeași localitate.